# .NET Micro Framework
.NET Micro Framework est une version de .NET adaptée au monde de l'embarqué et plus spécifiquement aux appareils ayant les ressources les plus restreintes.
Les sources du .NET Micro Framework sont disponibles sur CodePlex.

## NETMF pour les développeurs C#
NETMF permet d'exécuter directement du code C# sur microcontrôleur.
Le kit de développement est intégré à Visual Studio. Il intègre la gestion du déploiement sur le microcontrôleur cible et le permet le débogage.